# Prameny Klíčavy
Prameny Klíčavy jsou přírodní rezervace jihovýchodně od Řevničova v okrese Rakovník ve Středočeském kraji. Rezervace leží v nadmořské výšce 420–440 metrů u severní hranice chráněné krajinné oblasti Křivoklátsko.
Důvodem ochrany je jediné rašelinné prameniště na Křivoklátsku s řadou významných společenstev rostlin a živočichů. V chráněném území nepramení Klíčava, ale Leontýnský potok, který se do ní vlévá pod Pilským rybníkem.

## Historie
Již v první polovině 20. století začali různí autoři upozorňovat na význam území především z botanického hlediska. V 80. letech se stav vegetace začal zhoršovat hlavně v důsledku odvodnění a zalesňování. Po roce 1994 na území proběhl geobotanický inventarizační průzkum a došlo k zahájení vyhlašovacího procesu.
V roce 2004 byla na území vyhlášena ptačí oblast Křivoklátsko, o pět let později došlo k vyhlášení Evropsky významné lokality Prameny Klíčavy.
Velmi negativní vliv na zdejší ekosystém mělo v minulosti lesní hospodářství. Do 60. let 20. století lze zásahy vnímat, díky kosení podmáčených luk, jako převážně kladné. Zhruba 8 hektarů zamokřené půdy bez lesního porostu bylo v minulosti využíváno k získávání píce a steliva pro hospodářská zvířata. Tímto pravidelným hospodařením na nelesních plochách bylo prostředí disturbováno, což umožnilo přítomnost a přežití zdejších vzácných druhů rostlin.
Negativní důsledky lesního hospodářství se začaly projevovat v druhé polovině 20. století. V rámci snah o intenzifikaci lesní výroby docházelo po dobu skoro čtyřiceti let k mechanizaci v lesním hospodářství a k prohloubení a rozšíření meliorační soustavy na přelomu 70. a 80. let. Tím byl narušen vodní režim lokality, došlo k jejímu částečnému odvodnění, čímž bylo usnadněno rozšiřování zalesnění. Vznikaly lesní plochy s plným zápojem a nevhodně volenými druhy dřevin. Vysazován byl především smrk ztepilý (Picea abies) a borovice lesní (Pinus sylvestris), dále i nepůvodní borovice vejmutovka (Pinus strobus) a modřín opadavý (Larix decidua).
Mnohé vzácné rostliny tímto procesem přicházely o vhodná stanoviště a některé druhy se zachovaly pouze na světlinách a v blízkosti melioračních kanálů.
Plocha přírodní rezervace byla v minulosti součástí honiteb využívaných vlastníky Křivoklátských lesů. Původně se jednalo o knížecí a královskou honitbu, následně přešla do vlastnictví Valdštejnů a Fürstenberků až do prodeje pozemků státu v roce 1929.

## Přírodní poměry
Přírodní rezervace se nachází v západní části Středočeského kraje, jižně od Řevničov v severní části chráněné krajinné oblasti Křivoklátsko.

### Geologie
Přírodní rezervace se nachází na rozhraní Lánské pahorkatiny a Rakovnické kotliny. Podloží je tvořeno sedimenty z období karbonu a horninami kladenského souvrství se střídáním jílovců, aleuritů, arkóz, arkózových písků a slepenců. Vzácně se vyskytují i uhelné slojky (nýřanské vrstvy).

### Pedologie
Velký vliv na půdy přírodní rezervace má kolísání hladiny spodní vody. Nacházejí se zde půdy rašelinné, gleje a pseudogleje, tvořené hlinitými nebo skeletovitými uloženinami.

### Vodstvo
Na severozápadě území se nachází rybník Malý Rožmberk, do kterého vtéká Leontýnský potok, protínající celou přírodní rezervaci. Roční úhrn srážek se pohybuje kolem 500–600 milimetrů za rok. Leontýnský potok, který rezervací protéká, je jedním z přítoků Klíčavy, která patří k levostranným přítokům řeky Berounky. Klíčava je dlouhá 22,6 km a plocha jejího povodí měří 87,1 km².

### Flora
Většinu území rezervace pokrývá les. Výjimku tvoří vodní plochy a menší území bezlesí a mokřadních vegetací v centrální části. Přírodní rezervace se nachází v mezofytiku, v fytogeografickém okresu č. 32 Křivoklátsko. Na území se mísí prvky tří fytogeografických okresů, k jejichž styku zde dochází. Křivoklátskou hájovou květenu zastupuje například pstroček dvoulistý (Maianthemum bifolium), z Džbánu na území zasahují teplomilné druhy jako je pcháč bezlodyžný (Cirsium acaule) a acidofyty z Jesenicko-Rakovnické plošiny, mezi nimi například brusnice borůvka (Vaccinium myrtillus).
V bezlesí zhruba uprostřed rezervace se nachází glaciální relikt jirnice modrá (Polemonium caeruleum). Její zdejší populace je i přes malý počet jedinců vitální. Celkem je zde dvacet až třicet pravidelně kvetoucích jedinců.
Z důvodu vzácnosti místních rašelinišť se mnoho místních rostlin vyskytuje pouze zde nebo má v rezervaci jednu z mála svých lokalit. Mezi tyto druhy patří například jirnice modrá (Polemonium caeruleum), rosnatka okrouhlolistá (Drosera rotundifolia) a vrba rozmarýnolistá (Salix rosmarinifolia). Významná je i diverzita ostřic jako jsou ostřice odchylná (Carex appropinquata), ostřice nedošáchor (Carex pseudocyperus), ostřice šupinoplodá (Carex lepidocarpa), ostřice stinná (Carex umbrosa), ostřice rusá (Carex flava), ostřice trsnatá (Carex cespitosa).
Na území se vyskytuje relativně málo nepůvodních (například borovice vejmutovka) a invazních druhů, většina z nich se nachází především v okolí lesních cest a na komunikací (železnice a silnice).
Nejcennější část rezervace tvoří rašelinná louka v centrální části území. Nachází se zde vápnitá slatiniště a přechodová rašeliniště s častou přítomností ostřic. V aluviu potoka nalezneme pozůstatky původních společenstev mokřadních olšin.
Stanoviště je cenné i přítomností vzácných mechů. Mezi ně patří srpnatka fermežová (Hamatocaulis vernicosus). Ta se na tomto území nachází jen na území v rozsahu několika metrů čtverečních. Jedná se o její jedinou recentní lokalitu ve Středočeském kraji. Dále se zde vyskytuje například zelenka hvězdovitá (Campylium stellatum) a vlasolistec vlhkomilný (Tomentypnum nitens).

### Fauna
Přírodní rezervace v podobě smíšeného lesa je velice bohatá na výskyt různých druhů napříč živočišnou říší, včetně desítek vzácných a ohrožených jedinců.
Nejvíce zastoupeným druhem jsou bezobratlí, především pavouci včetně vzácného lovčíka vodního (Dolomedes fimbriatus), který se nachází v blízkosti pramenů na vegetaci nebo přímo v nich. Na skalních a lesních habitatech se setkáme se stepníky (Eresus sp.), skálovkami (Scotophaeus sp.) a sklípkánky (Atypus sp.). Ze zástupců brouků je nejvíce zastoupeným chrobák lesní (Anoplotrupes stercorosus) z čeledi chrobátkovitých, specifický svou černomodrou barvou, vzácně také vruboun (Scarabeus sp.) z čeledi vrubounovitých nebo zástupci z čeledi kovaříkovitých (Elateridae), vázaní především na letité stromy. Přírodní rezervace, stejně jako celý zbytek CHKO Křivoklátska, je ideálním stanovištěm pro výskyt tesaříkovitých, zastoupených tesaříkem obrovským (Cerambyx cerdo), vyskytujících se na pařezech, kusech dřeva a v blízkosti stromů. Většina zástupců této čeledi je velice vzácná a chráněná zákonem. Přímo v pramenech Klíčavy a navazujícím Leontýnském potoce je možné objevit i zástupce korýšů nebo mlžů, v podobě čeledi velevrubovitých (Unionidae). V jarních měsících se v rezervaci můžeme setkat se zástupcem čeledi martináčovitých (Saturniidae), martináčem bukovým (Aglia tau), přezdívaným paví oko bukové, který se vyskytuje především v dubových a bukových porostech s aktivitou především v noci. Na celém území se můžeme setkat s řadou zvláště chráněných druhů v podobě kuželíka tmavého (Euconulus praticola), vrkoče útlého (Vertigo angustior), drabčíků (Atheta subglabra, Bryophacis crassicornis, Schistoglossa curtipennis), blešivce (Altica palustris), krytohlava (Cryptocephalus exiguus), páteříčka (Malthodes crassicornis), potápník (Ilybius crassus) nebo vodomila (Chaetarthria simillima). 
Rezervace je bohatá především na zastoupení z řad obojživelníků, plazů a ptáků s výskytem vzácných druhů, které se v České republice běžně neobjevují. Rybník Malý Rožmberk je ideálním útočištěm pro čolka horského (Ichtyhosaura alpestris), čolka obecného (Lissotriton vulgaris) a ropuchu obecnou (Bufo bufo), okolí rybníka pak také pro zástupce hadů, v podobě malého zastoupení zmije obecné (Vipera berus), užovky hladké (Coronella austriaca) a užovky obojkové (Natrix natrix), jež jsou v oblasti také zvláště chráněnými druhy. Díky ideálním podmínkám se zde daří hlavně skokanům, v zastoupení skokana štíhlého (Rana dalmatina), který se vyskytuje v teplých křovinách lesních porostů. Diverzita lesa poskytuje azyl především ptactvu v podobě krahujce obecného (Accipiter nisus), krkavce velkého (Covus corax), sluky lesní (Scolopax rusticola), včelojeda lesního (Pernis apivorus), ale i vzácného a chráněného kulíška nejmenšího (Glacidium passerinum), nejmenší sovy v Evropě. Ze skupiny ptáků se zde nachází také zvláště chráněný druh v podobě sluky lesní (Scolopax rusticola). Z řad savců se v rezervaci můžeme setkat hlavně se zástupcem čeledi veverkovitých, veverkou obecnou (Sciurus vulgaris).

## Ochrana přírody
U přírodní rezervace nedošlo k vyhlášení ochranného pásma, je jím tedy pás území do vzdálenosti padesáti metrů od hranice zvláště chráněného území (dle § 37 zákona č. 114/1992 Sb.). V rámci kategorizace IUCN se jedná o IV. kategorii ochrany zaměřenou na péči o stanoviště nebo druhy.
Přírodní rezervace se překrývá s ptačí oblastí Křivoklátsko v rámci soustavy Natura 2000. Zároveň se jedná i o evropsky významnou lokalitu Prameny Klíčavy o rozloze 62,63 hektarů. 

### Předměty ochrany
Na území rezervace se nachází mimořádně cenná stanoviště pro vzácné druhy rostlin a živočichů. Zdejší rašelinné prameniště je jediné svého druhu v rámci chráněné krajinné oblasti Křivoklátsko. Předmětem ochrany jsou z ekosystémů mokřadní olšiny v mozaice s jasano-olšovými luhy (47 % rozlohy), nevápnitá mechová slatiniště a přechodová rašeliniště (méně než 1 % rozlohy), střídavě vlhké bezkolencové louky (méně než 1 % rozlohy), makrofytní vegetace přirozeně eutrofních a mezotrofních stojatých vod s bublinatkou jižní nebo obecnou (Utricularia australis a U. vulgaris) (méně než 1 % rozlohy).
Z druhů jsou předmětem ochrany bledule jarní (stupeň ohrožení dle červených seznamů ČR: ohrožený), prstnatec májový (téměř ohrožený) a srpnatka fermežová (zranitelný).

### Environmentální problémy
Mezi hlavní problémy rezervace patří odvodňování a zalesňování území, narušení druhové skladby a výskyt nepůvodních druhů. Problémem je i výskyt druhů netypických pro jednotlivé biotopy. Mnohé z nich patří ke konkurenčně silným druhům jako je například třtina rákosovitá (Calamagrostis arundinacea), chrastice rákosovitá (Phalaris arundinacea), bezkolenec rákosovitý (Molinia arundinacea) a další, které ohrožují místní bezkolencové louky.
Pro ekosystém mokřadních olšin je problematický výskyt ostřice třeslicovité (Carex brizoides) či třtiny rákosovité (Calamagrostis arundinacea) a ruderální kopřivy dvoudomé (Urtica dioica).

### Plán péče
Na území se nacházejí různorodé ekosystémy, které vyžadují specifické typy managementu. Cílem ochrany je obnova a zachování ekosystémů bez výskytu invazních a nepůvodních druhů.
V rámci lesních ekosystémů se preferuje lesy ponechat samovolnému vývoji s účelovým výběrem k redukci smrku ztepilého, modřínu opadavého a olše šedé. Při výchově by mělo docházet k redukci geograficky nepůvodních náletů. Obnova by měla probíhat podrostně či násečně za účelem přeměny na původní druhovou skladbu. V případě umělé obnovy je důležité, aby nedošlo k zalesnění světlin s výskytem vzácných a ohrožených druhů.
Pro nevápnitá mechová slatiniště a přechodová rašeliniště je doporučeno sečení ideálně jedenkrát do roka. Biomasa by měla být následně odklizena do odvodňovacích kanálů, čímž dojde ke zpomalení odtoku vody z území. Důležité je, aby k sečení docházelo až po odkvětu zvláště chráněných rostlin. Dále je doporučeno očišťování tůněk lokálním vytrháváním drnů a jemného odstraňování usazenin ze dna ideálně každých 5 let.
V plánu je propojení louky s rašeliništěm a louky s jirnicí modrou a navýšení rozlohy z 0,75 hektaru na 0,8 hektaru.
Sečení je zásadním zásahem i v případě střídavě vlhkých bezkolencových luk. Zde je důraz kladen na obsekání trsů kosatce sibiřského. Dále by zde každých pět let mělo docházet k výřezu nežádoucích dřevin, jako je například křovitá vrba.
Zásadní bude vyloučit rybí obsádku v rybníku Malý Rožmberk, čímž bude podpořen biotop pro rozmnožování obojživelníků.
U makrofytní vegetace přirozeně eutrofních a mezotrofních stojatých vod s bublinatkou jižní nebo obecnou (Utricularia australis a U. vulgaris) bude odstraněn požerák a dojde k převodu rybníka na průtočnou tůň, kde bude zachován bezpečnostní přeliv.
Pro jednotlivé zde chráněné druhy je cílem zachování životaschopné populace druhu. Pro bleduli jarní se jedná o minimálně osm tisíc kvetoucích jedinců, prstnatec májový nejméně dvě stě kvetoucích jedinců a u srpnatky fermežové minimálně dva metry čtvereční porostu.
Mezi praktikované metody patří například přehrazování vodních toků zbudováním přehrážek v okolí koryta a odvodňovacích strouh, což prospělo místním porostům mokřadních olšin, jejichž velká část byla degradována v následku dřívějšího odvodnění. V rámci obnovy rašeliniště došlo na několika místech ke stržení drnů a následnému vzniku drobných tůněk. V nich se daří například bublinatce menší (Utricularia minor) a bublinatce jižní (Utricularia australis). V okolí tůněk se rozšířila rosnatka okrouhlolistá (Drosera rotundifolia).

## Přístup
Oblast přírodní rezervace je dostupná z obce Řevničov po napojení na silnici 2372 v délce asi šest kilometrů přímo k pramenům. K pramenům je možné se dostat po modře nebo žlutě značené turistické cestě. Mimo obec se nachází železniční stanice Řevničov, ze které se k pramenům dá dostat přibližně po 1 km chůze po modré značce po stejné silnici jako z obce Řevničov, nacházející se asi 5,5 km severně od stanice Řevničov – U nádraží. Další možností je autobusová zastávka Ruda, Horácká lísa, v oblasti Rakovníka, která je vzdálena od pramenů přibližně 1 km chůze po modře značené turistické stezce.

## Galerie

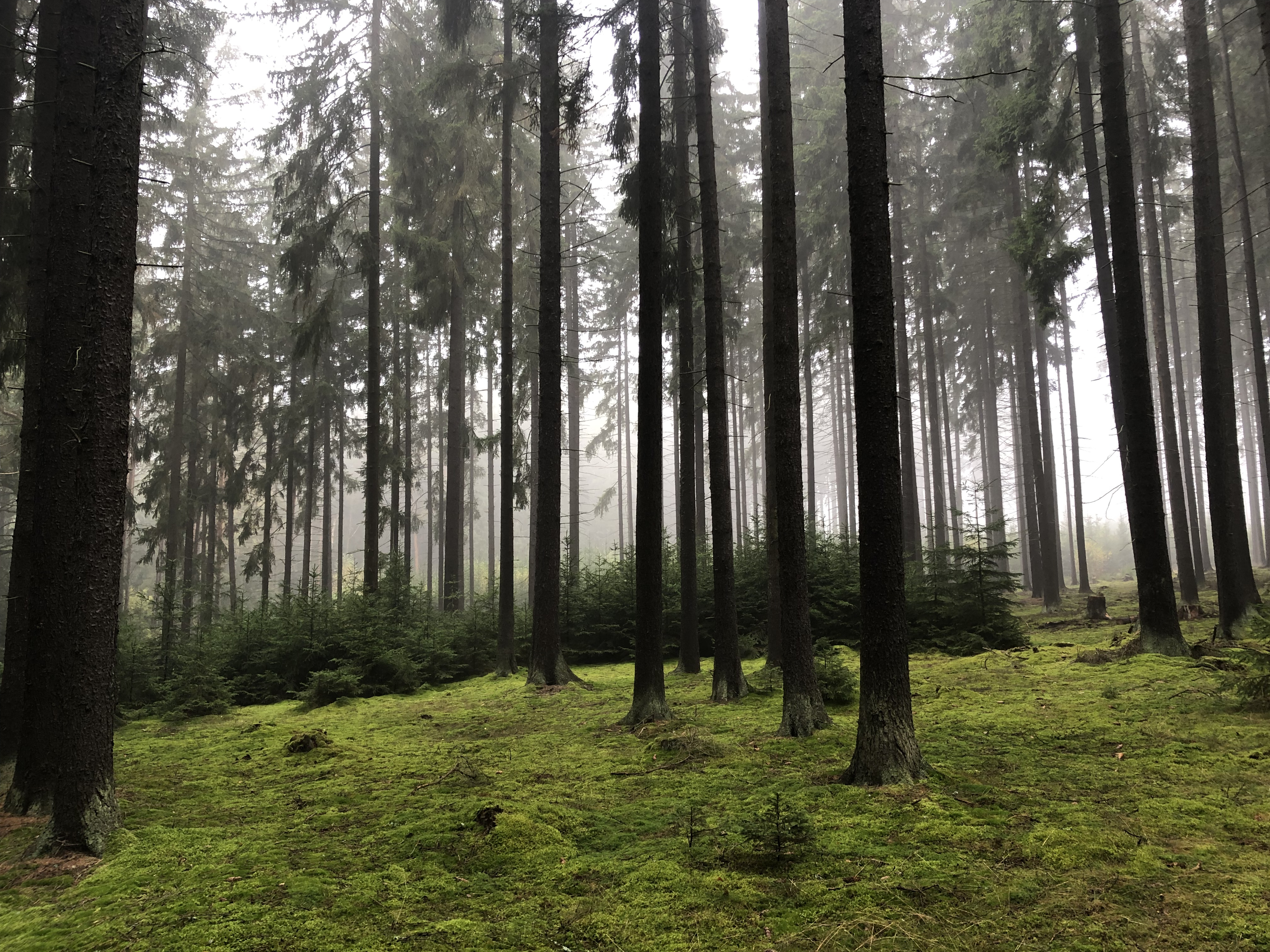
Les u železniční stanice Řevničov
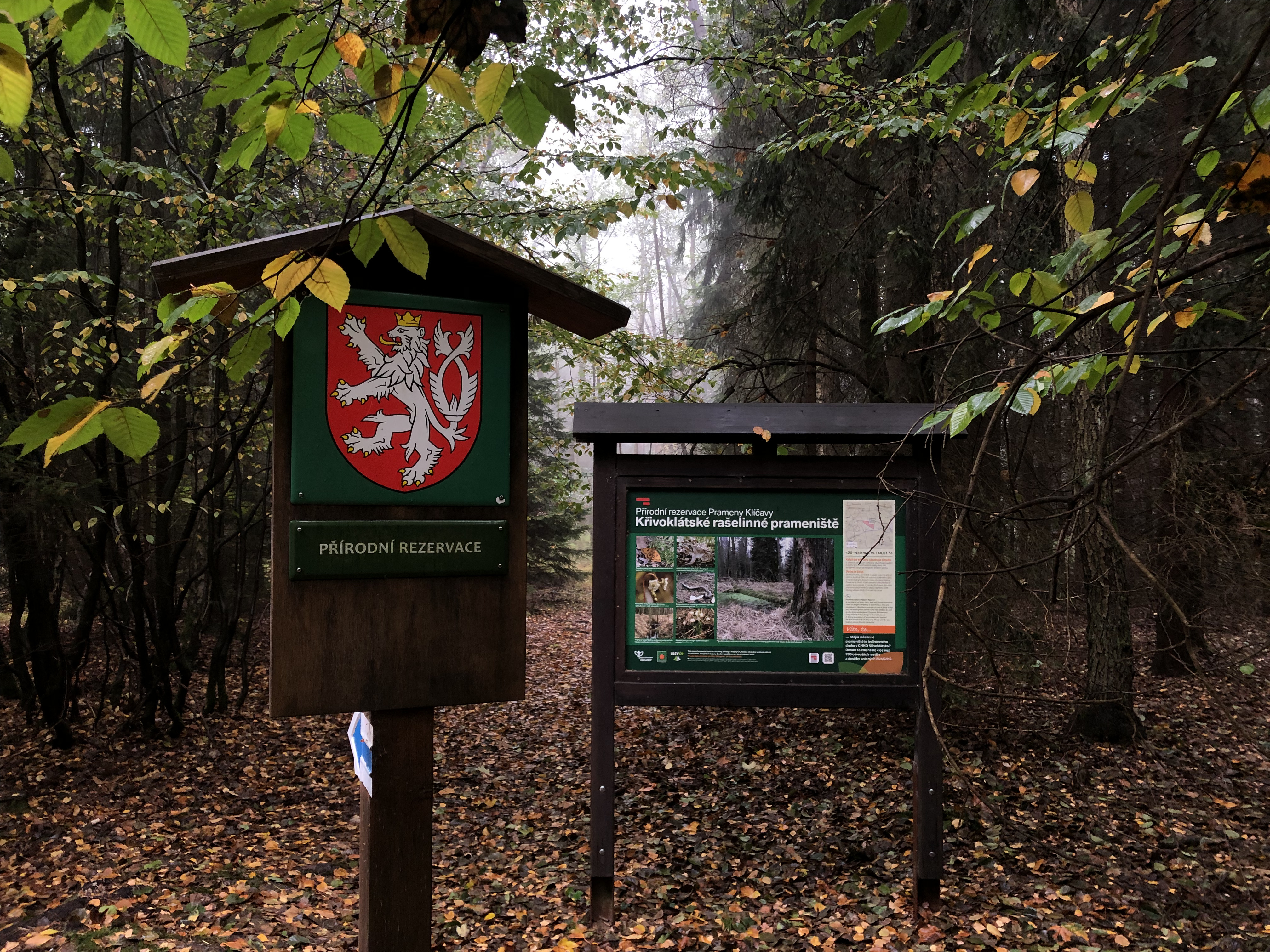
Informační deska přírodní rezervace Prameny Klíčavy
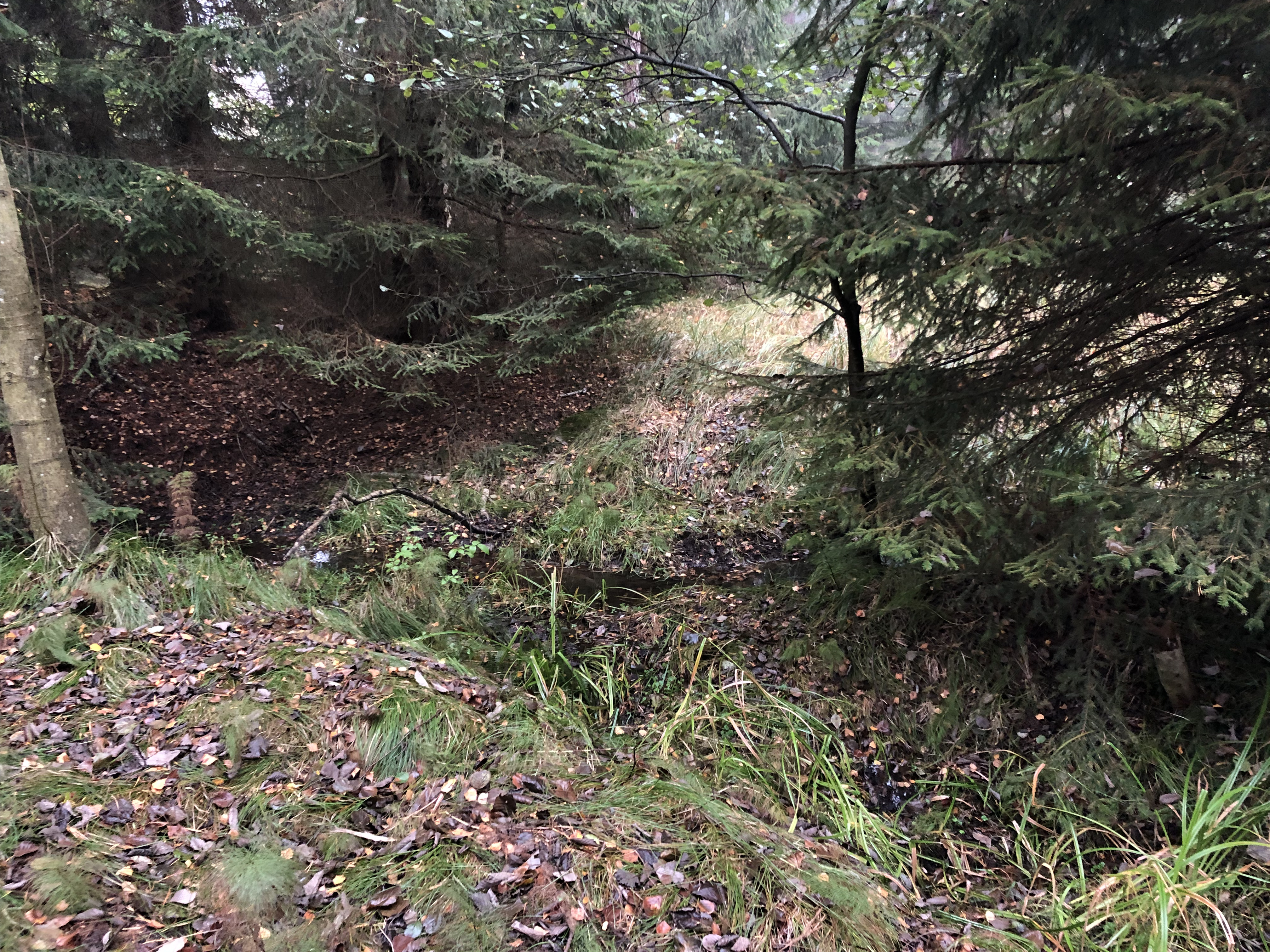
Rozdvojení Leontýnského potoka
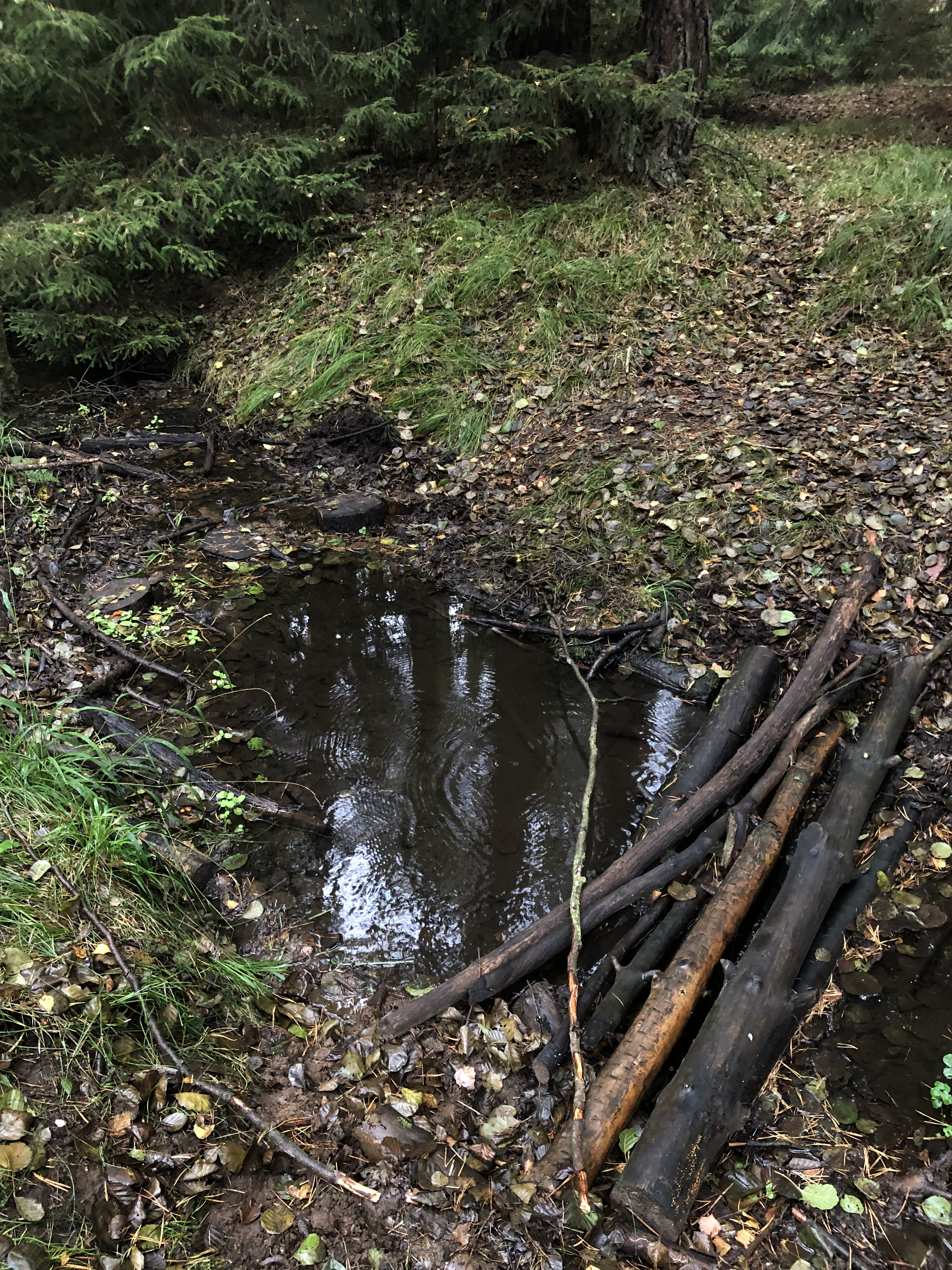
Leontýnský potok
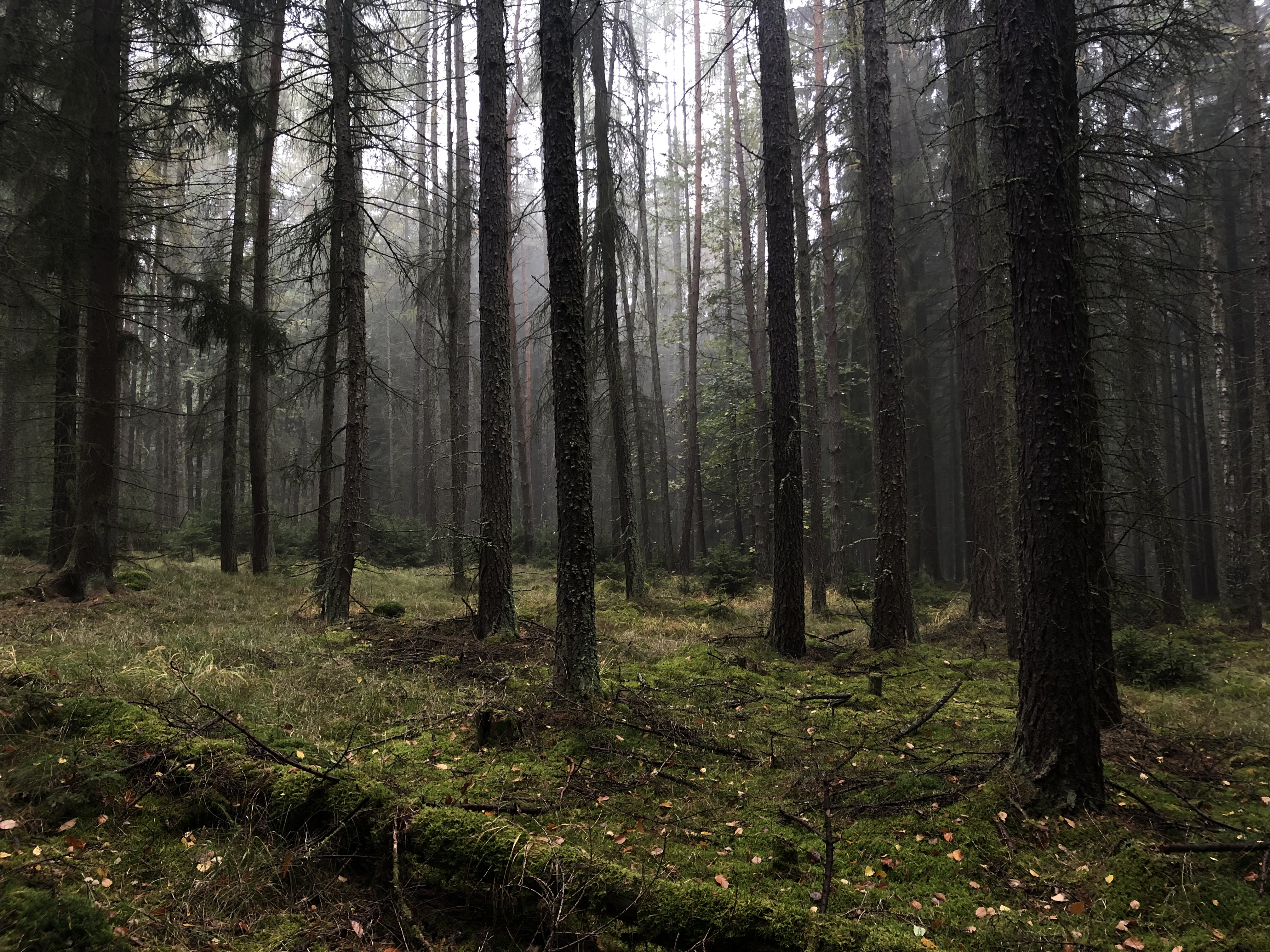
Diverzita smíšeného lesa
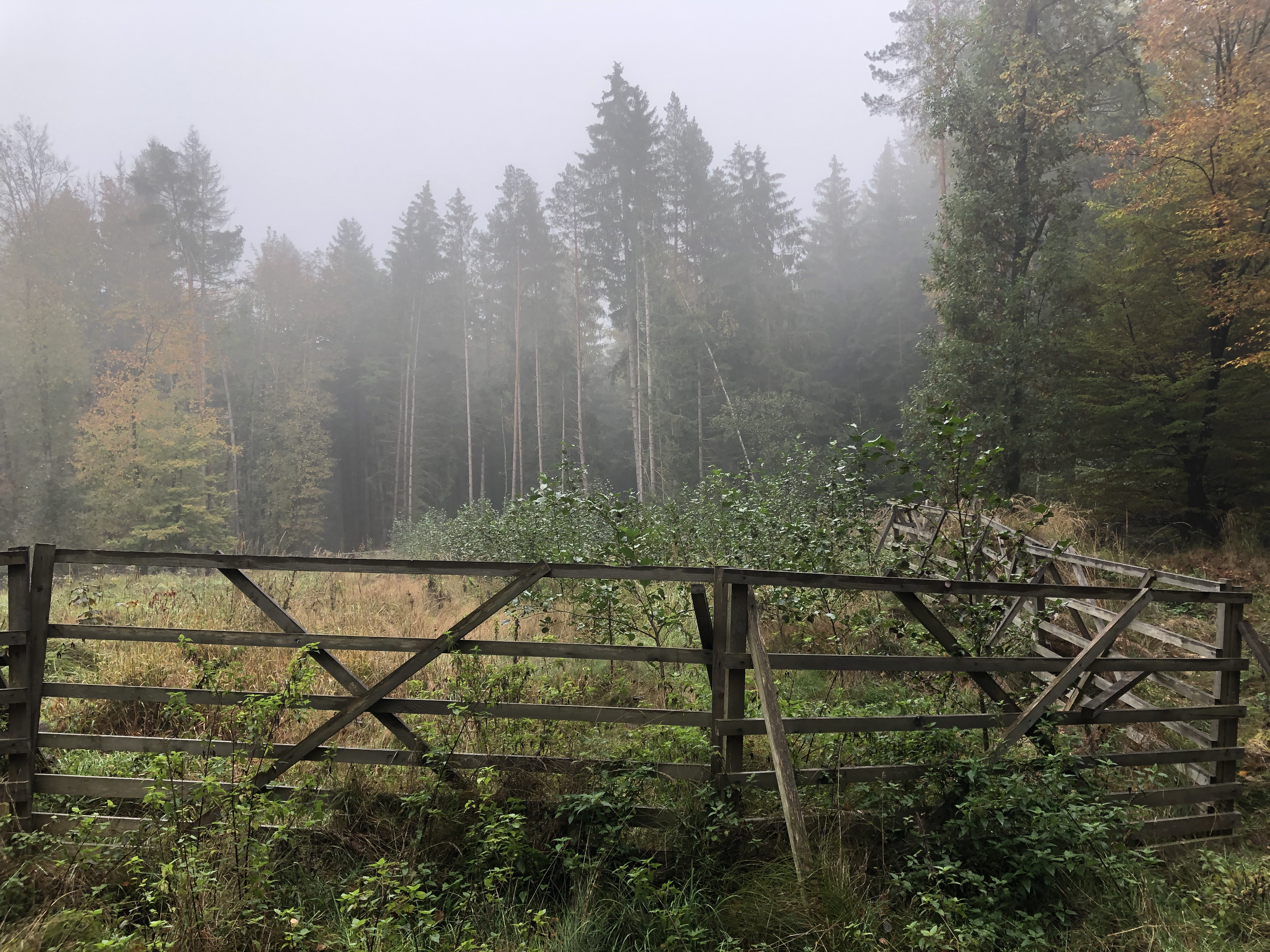
Lesní oplocenka
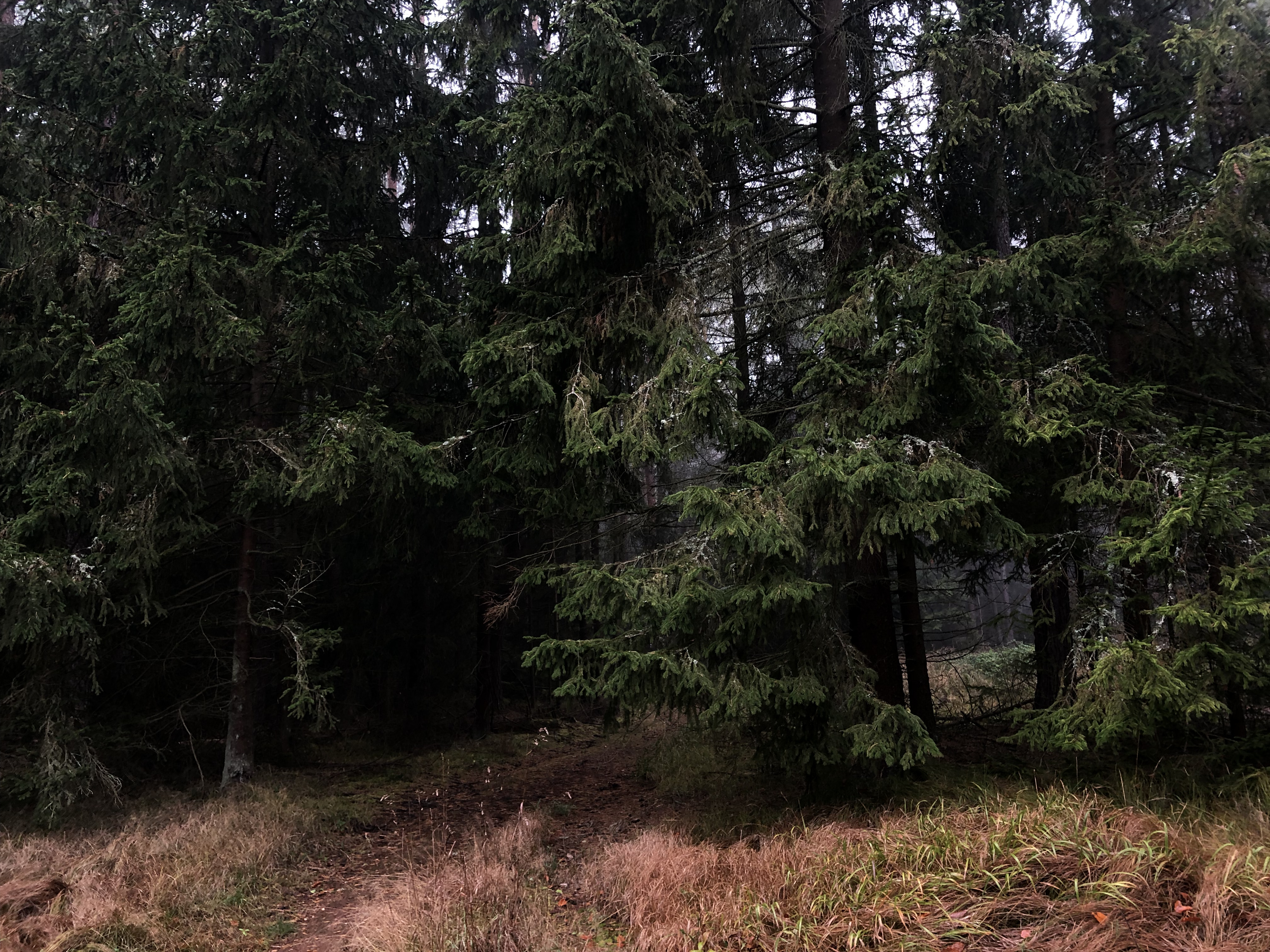
Vstup do lesa po modře značené cestě